# 舊佩特利基夫齊
49°8′0″N 25°22′21″E / 49.13333°N 25.37250°E
舊佩特利基夫齊（羅馬化：Stari Petlykivtsi）是烏克蘭的村落，位於該國西部捷爾諾波爾州，由喬爾特基夫區負責管轄，處於斯特里帕河畔，分別距離比利亞溫齊0.5公里和佩列沃洛卡2公里，面積3.33平方公里，2001年人口1,024。